# Andrea Lo Vecchio
Andrea Lo Vecchio (Milano, 7 ottobre 1942 – Roma, 17 febbraio 2021) è stato un cantautore, compositore, paroliere, produttore discografico e autore televisivo italiano, entrato nella storia della musica leggera italiana come autore di successi come Luci a San Siro per Roberto Vecchioni (con cui vinse il Premio Lunezia nel 1996), E poi... per Mina, Rumore per Raffaella Carrà ed Help me per i Dik Dik.

## Biografia
Si affacciò sulla scena musicale nei primi anni sessanta come cantautore, partecipando a vari concorsi canori, fino ad ottenere nel 1963 un contratto discografico con la CBS, che lo fece debuttare permettendogli di pubblicare i primi singoli. Partecipò al Festivalbar 1964 con Dorme la città, e nello stesso anno recitò nel musicarello Soldati e caporali di Mario Amendola, interpretando la stessa canzone; aprì inoltre a Milano un locale di cabaret, "Le clochard", in cui si esibiranno tra gli altri Bruno Lauzi, i Gufi e Cochi e Renato.
L'anno seguente partecipò al Cantagiro 1965 con La ragazza di Reggio Emilia; sempre nello stesso anno conobbe Roberto Vecchioni, e i due iniziarono una collaborazione che li porterà a scrivere canzoni per moltissimi artisti, tra cui Bruno Lauzi, Gigliola Cinquetti, Mal, Fausto Leali, Ornella Vanoni. Continuò però l'attività di cantautore, e nel 1967 pubblicò il suo primo album, Storie d'amore, con i testi scritti da Vecchioni; nello stesso anno partecipò con Ho scelto Bach al Festivalbar 1967. Ottenne un buon successo come autore nel 1968 con Sera che, interpretata da Gigliola Cinquetti e Giuliana Valci, si classificò all'ottavo posto al Festival di Sanremo 1968.
Come autore partecipò al Festival di Sanremo 1970 con L'addio, interpretata da Michele e Lucia Rizzi, che non arrivò in finale. Nel 1971 scrisse insieme a Roberto Vecchioni Ho perso il conto, un brano interpretato da Rossano, che non riscosse alcun successo. Pochi mesi dopo, sulla stessa musica, nacque il testo di Luci a San Siro, che fece conoscere Roberto Vecchioni al grande pubblico come cantante. Nello stesso anno, su una melodia di Renato Pareti, la coppia Lo Vecchio-Vecchioni scrisse il testo di Donna Felicità, interpretata da I Nuovi Angeli.
Ritornò al Sanremo nel 1973 con Una casa grande, interpretata da Lara Saint Paul. Nel 1973 stabilì un sodalizio con Shel Shapiro, ex componente dei Rokes: insieme i due scrissero E poi..., successo di Mina di quell'anno e, nel 1974, Help Me per i Dik Dik: quest'ultimo brano, che raccontava la morte di un astronauta perdutosi nello spazio (sulla falsariga di Space Oddity di David Bowie) nel 1996 verrà pubblicato da Elio e le Storie Tese, che lo eseguivano già da alcuni anni in concerto nell'album Peerla.
Come solista, passato alla Durium, partecipò con 30 anni a Un disco per l'estate 1973, venendo però eliminato. Nel 1975 si dedicò all'attività discografica, fondando con Detto Mariano ed Enzo Scimé la Love. Partecipò al Festival di Sanremo 1977 con Dedicato a te, interpretata dall'autore della musica, Santino Rocchetti. Nel 1978 ritornò alla CBS, e partecipò con Lì al Festivalbar 1978. Sempre a partire dal 1978 fu intensa la sua attività di autore e interprete di sigle musicali di anime giapponesi, tra cui  Bia, la sfida della magia, Sally sì Sally ma, Judo Boy e molte altre, ma anche una di un cartone animato americano SilverHawks. Realizzò anche jingle pubblicitari, scrisse per il teatro e compose numerose colonne sonore.
Dagli anni settanta fu autore di programmi televisivi di successo tra i quali Canzonissima, Premiatissima, Drive in, Serata d'onore, Furore, Tale e quale ed altri ancora. Nel 1996 ricevette ad Aulla, per il testo di Luci a San Siro, il Premio Lunezia, rassegna musical-letteraria tenuta a battesimo da Fernanda Pivano. Il 2017 vide il suo ritorno in Rai. Nello stesso anno firmò con Mario Biondino la commedia teatrale Qualcuno di troppo (nel cast dello spettacolo anche l'attore Andrea De Rosa).
Lo Vecchio è morto il 17 febbraio 2021, all’età di 78 anni, per complicazioni da COVID-19. Alla Siae risultano depositati a suo nome 644 brani musicali.

## Discografia

### Album
- 1967 - Storie d'amore (CBS, 63453, LP)
- 1976 - Di avventura in avventura (Aguamanda, AGLP 0004, LP)
- 1995 - Luci a San Siro e altri lampioni (Duck Record, SMCD 104, CD)

### Singoli
- 1964 - Dorme la città/Vivevi per me (CBS, 1316, 7")
- 1965 - La ragazza di Reggio Emilia/Abbiamo perduto (CBS, 1324, 7")
- 1967 - Ho scelto Bach/Il mio coraggio (CBS, 2676, 7")
- 1968 - Il bene di luglio/Il sereno (CBS, 3394, 7")
- 1969 - Tu non meritavi una canzone/Perché ora non ridi (Variety, NP 10127, 7")
- 1973 - 30 anni/Uomo, uomo (Durium, LdA 7809, 7")
- 1976 - Di avventura in avventura/Africa (Aguamanda Records, AG 9013, 7")
- 1978 - Lì/Brutto muso (CBS, 6066, 7")
- 1980 - Bia, la sfida della magia/L'alfabeto di Bia (Cetra Sp 1744, 7")
- 1981 - Sally sì, Sally ma/Sally la maga (con I Piccoli Cantori) (EMI 3C 006 - 18559, 7")

### Canzoni scritte da Andrea Lo Vecchio (elenco parziale)
| Anno | Titolo                                    | Autori del testo                                        | Autori della musica                                   | Interpreti                                            |
| ---- | ----------------------------------------- | ------------------------------------------------------- | ----------------------------------------------------- | ----------------------------------------------------- |
| 1964 | Valeria                                   | Andrea Lo Vecchio                                       | Lunero                                                | Bobby Solo                                            |
| 1968 | Sera                                      | Roberto Vecchioni                                       | Andrea Lo Vecchio                                     | Gigliola Cinquetti e Giuliana Valci                   |
| 1968 | Laura (dei giorni andati)                 | Roberto Vecchioni                                       | Andrea Lo Vecchio                                     | I Gens                                                |
| 1969 | Tu non meritavi una canzone               | Roberto Vecchioni                                       | Andrea Lo Vecchio                                     | Fausto Leali                                          |
| 1970 | Il bene di luglio                         | Roberto Vecchioni                                       | Andrea Lo Vecchio                                     | Bruno Lauzi                                           |
| 1970 | L'addio                                   | Sergio Bardotti                                         | Andrea Lo Vecchio                                     | Michele e Lucia Rizzi                                 |
| 1970 | Un attimo                                 | Roberto Vecchioni                                       | Andrea Lo Vecchio                                     | Iva Zanicchi                                          |
| 1971 | Donna Felicità                            | Andrea Lo Vecchio e Roberto Vecchioni                   | Renato Pareti                                         | Nuovi Angeli                                          |
| 1971 | Ho perso il conto                         | Roberto Vecchioni                                       | Andrea Lo Vecchio                                     | Rossano                                               |
| 1971 | Io non devo andare in via Ferrante Aporti | Roberto Vecchioni                                       | Andrea Lo Vecchio                                     | Roberto Vecchioni                                     |
| 1971 | Luci a San Siro                           | Roberto Vecchioni                                       | Andrea Lo Vecchio                                     | Roberto Vecchioni                                     |
| 1971 | Parabola                                  | Roberto Vecchioni                                       | Andrea Lo Vecchio                                     | Roberto Vecchioni                                     |
| 1971 | Povero ragazzo                            | Andrea Lo Vecchio e Roberto Vecchioni                   | Andrea Lo Vecchio, Roberto Vecchioni e Giorgio Antola | Roberto Vecchioni                                     |
| 1971 | La leggenda di Olaf                       | Roberto Vecchioni                                       | Andrea Lo Vecchio                                     | Michele                                               |
| 1972 | A modo mio                                | Andrea Lo Vecchio                                       | Claude François e Jacques Revaux                      | Patty Pravo                                           |
| 1972 | Amo                                       | Andrea Lo Vecchio e Cristiano Malgioglio                | Cristiano Malgioglio                                  | Donatella Moretti                                     |
| 1973 | Una casa grande                           | Andrea Lo Vecchio                                       | Nereo Villa e Nicola Aprile                           | Lara Saint Paul                                       |
| 1973 | E poi...                                  | Andrea Lo Vecchio                                       | Norman David Shapiro                                  | Mina                                                  |
| 1973 | Tentiamo ancora                           | Andrea Lo Vecchio                                       | Giuseppe Prestipino                                   | Mina                                                  |
| 1973 | La vigilia di Natale                      | Andrea Lo Vecchio                                       | Norman David Shapiro                                  | Mina                                                  |
| 1973 | Und dann...                               | Andrea Lo Vecchio e Bert Olden                          | Norman David Shapiro                                  | Mina                                                  |
| 1974 | Rumore                                    | Andrea Lo Vecchio                                       | Guido Maria Ferilli                                   | Raffaella Carrà                                       |
| 1974 | Due o forse tre                           | Andrea Lo Vecchio                                       | Norman David Shapiro                                  | Mina                                                  |
| 1974 | Tutto passerà vedrai                      | Andrea Lo Vecchio                                       | Norman David Shapiro                                  | Mina                                                  |
| 1974 | L'amore è un'altra cosa                   | Andrea Lo Vecchio                                       | Giuseppe Prestipino                                   | Mina                                                  |
| 1974 | Help me                                   | Andrea Lo Vecchio                                       | Norman David Shapiro                                  | Dik Dik                                               |
| 1975 | Era                                       | Andrea Lo Vecchio                                       | Norman David Shapiro                                  | Wess & Dori Ghezzi                                    |
| 1975 | La porta socchiusa                        | Andrea Lo Vecchio                                       | Roberto Soffici                                       | Mia Martini                                           |
| 1977 | Dedicato a te                             | Andrea Lo Vecchio                                       | Santino Rocchetti                                     | Santino Rocchetti                                     |
| 1977 | Giorno per giorno                         | Andrea Lo Vecchio                                       | Guido Maria Ferilli                                   | Nadia Cassini                                         |
| 1977 | Ormai                                     | Andrea Lo Vecchio                                       | Andrea Lo Vecchio                                     | Mina                                                  |
| 1977 | Lui, lui, lui                             | Andrea Lo Vecchio                                       | Rahamin Clement Chammah                               | Anna Rusticano                                        |
| 1977 | Tarzan lo fa                              | Andrea Lo Vecchio,                                      | Andrea Lo Vecchio                                     | Nino Manfredi                                         |
| 1978 | Woobinda                                  | Andrea Lo Vecchio,                                      | Riccardo Zara                                         | Riccardo Zara                                         |
| 1978 | Armonia e poesia                          | Andrea Lo Vecchio                                       | Santino Rocchetti                                     | Santino Rocchetti                                     |
| 1978 | Fallo                                     | Andrea Lo Vecchio                                       | Norman David Shapiro                                  | Anna Rusticano                                        |
| 1978 | Un'estate intera                          | Andrea Lo Vecchio                                       | Guido Maria Ferilli                                   | Dik Dik                                               |
| 1979 | Temple e Tam Tam                          | Andrea Lo Vecchio                                       | Detto Mariano                                         | Tam Tam (I piccoli cantori di Milano)                 |
| 1980 | Astroganga                                | Andrea Lo Vecchio                                       | Detto Mariano                                         | Galaxy Group                                          |
| 1980 | Bia, la sfida della magia                 | Andrea Lo Vecchio                                       | Andrea Lo Vecchio                                     | Andrea Lo Vecchio                                     |
| 1980 | L'alfabeto di Bia                         | Andrea Lo Vecchio                                       | Andrea Lo Vecchio                                     | Andrea Lo Vecchio                                     |
| 1980 | Judo Boy                                  | Andrea Lo Vecchio                                       | Detto Mariano                                         | Judo Boy (Mario Balducci)                             |
| 1980 | Lucy                                      | Andrea Lo Vecchio                                       | Detto Mariano e Roberto Satti (Bobby Solo)            | Bobby Solo                                            |
| 1980 | Immaginarti sempre                        | Andrea Lo Vecchio                                       | Andrea Lo Vecchio                                     | Iva Zanicchi                                          |
| 1980 | Gundam                                    | Andrea Lo Vecchio                                       | Detto Mariano                                         | Peter Rei (Mario Balducci), Andrea Lo Vecchio         |
| 1980 | Mi mancherà                               | Andrea Lo Vecchio                                       | Walter Zabai e Gianferilli                            | Roberto Fabiani                                       |
| 1981 | Baldios                                   | Andrea Lo Vecchio                                       | Francesco Delfino                                     | Il coro di Baldios (Il coro di Nini Comolli)          |
| 1981 | I bon bon di Lilly                        | Andrea Lo Vecchio                                       | Detto Mariano                                         | Il piccolo coro di Lilly                              |
| 1981 | Sally sì, Sally ma                        | Andrea Lo Vecchio                                       | Andrea Lo Vecchio                                     | Andrea Lo Vecchio e I piccoli cantori di Nini Comolli |
| 1982 | Io e te/Io e te (strumentale)             | Andrea Lo Vecchio                                       | Detto Mariano                                         | Patrizia Pitti (Patrizia Tamborelli)                  |
| 1982 | Magica follia                             | Andrea Lo Vecchio                                       | Andrea Lo Vecchio                                     | Mina                                                  |
| 1982 | Musica d'Argentina                        | Andrea Lo Vecchio                                       | Celso Valli                                           | Mina                                                  |
| 1982 | Perfetto non so                           | Andrea Lo Vecchio                                       | Celso Valli                                           | Mina                                                  |
| 1983 | Magia                                     | Andrea Lo Vecchio                                       | Gino Mescoli                                          | Mina                                                  |
| 1988 | SilverHawks                               | Andrea Lo Vecchio                                       | Gino De Stefani                                       | I Falchi D'Argento                                    |
| 1990 | Sognando Soca Dance                       | Andrea Lo Vecchio, Bernard Constantin, Biagio Antonacci | Patrick Oliver, Biagio Antonacci                      | Raffaella Carrà                                       |
| 1990 | Amici miei                                | Andrea Lo Vecchio, Roberto Dané                         | Patrick Oliver, Tony Carreira                         | Raffaella Carrà                                       |
| 1990 | Resta insieme a noi                       | Andrea Lo Vecchio, Roberto Dané                         | Guido Maria Ferilli, Beppe D'Onghia                   | Raffaella Carrà                                       |
| 1991 | Scranda la mela                           | Andrea Lo Vecchio, Roberto Dané                         | Danilo Vaona                                          | Raffaella Carrà                                       |

## Filmografia
- Soldati e caporali (regia di Mario Amendola, 1964)